# Club The Strongest
Club The Strongest je fotbalový klub z bolivijského hlavního města La Paz. Byl založen v roce 1908, letopočet založení je i v klubovém emblému. Domácím hřištěm je Estadio Rafael Mendoza Castellón s kapacitou 15 000 míst, avšak hraje i na bolivijském národním stadionu Estadio Hernando Siles s kapacitou 41 000 míst.

Klubové barvy jsou žlutá a černá.

## Úspěchy a ocenění

### Národní úspěchy
- 11 × vítěz bolivijské Primera División: 1977, 1986, 1989, 1993, 2003-A, 2003-C, 2004-C, 2011/12-A, 2011/12-C, 2012/13-A, 2013/2014-A [pozn. 1][2]
- 3 × vítěz Copa Bolivia: (1977, 1984, 2000)
- 1 × vítěz Copa Aerosur: (2007)

### Vyznamenání
- Řád andského kondora ve třídě důstojníka (1958)
- Řád andského kondora ve třídě komtura (2008)